# Philip Hurlic
Philip Raymond Hurlic (* 20. Dezember 1927 in Los Angeles, Kalifornien; † 7. Juli 2014 in Compton, Kalifornien) war ein US-amerikanischer Kinderdarsteller.

## Leben und Karriere
Philip Hurlic gab bereits im Alter von vier Jahren neben Shirley Temple im Kurzfilm War Babies sein Filmdebüt. In den nächsten zehn Jahren war der afroamerikanische Schauspieler in rund 30 Filmen zu sehen, meistens in kleineren Nebenrollen. Er spielte unter anderem in vier Kurzfilmen der Kleinen Strolche und verkörperte kleinere Rollen neben bedeutenden Stars wie Bette Davis und Henry Fonda in Jezebel – Die boshafte Lady sowie James Stewart in Mr. Smith geht nach Washington. Bessere Auftritte hatte Hurlic als Little Jim in der Mark-Twain-Verfilmung Toms Abenteuer sowie in der Komödie Zenobia, der Jahrmarktselefant, wo er Oliver Hardys Filmfigur mit einer Rezitation der amerikanischen Unabhängigkeitserklärung beeindruckt. Mit seinen Auftritten unterstützte er seine Familie finanziell, welche im Osten von Los Angeles lebte. Seine Schwester Dolores Hurlic (1930–1997) spielte ebenfalls in drei Filmen.
Philip Hurlic zog sich im Alter von 14 Jahren aus dem Schauspielgeschäft zurück. Nach Angaben seiner Tochter verstarb er im Juli 2014 im Alter von 86 Jahren im Beisein seiner Familie.

## Filmografie (Auswahl)
- 1932: War Babies
- 1935: Our Gang Follies of 1936
- 1936: The Green Pastures
- 1936: Hearts Divided
- 1937: Denen ist nichts heilig (Nothing Sacred)
- 1937: Our Gang Follies of 1938
- 1938: Feed 'em and Weep
- 1938: Toms Abenteuer (The Adventures of Tom Sawyer)
- 1938: Jezebel – Die boshafte Lady (Jezebel)
- 1939: Zenobia, der Jahrmarktselefant (Zenobia)
- 1939: Mr. Smith geht nach Washington (Mr. Smith Goes to Washington)
- 1939: Cousin Wilbur
- 1940: Der junge Edison (Young Tom Edison)
- 1941: Golden Hoofs
- 1942: Sechs Schicksale (Tales of Manhattan)